# Игнатьев, Николай Дмитриевич (юрист)
Николай Дмитриевич Игнатьев (1809—1873) — московский юрист, действительный статский советник.

## Биография
Родился 7 (19) ноября 1809 года. Происходил из обер-офицерских детей.
Поступил своекоштным студентом на отделении нравственных и политических наук Московского университета и в 1829 году «за отличные успехи, прилежание и примерное поведение» в порядке достоинства его признан университетским советом вторым кандидатом. Поступил на службу чиновником при Московском военном генерал-губернаторе. В 1841—1846 годах был обер-секретарём 7-го Московского департамента Правительствующего сената; с 1841 года — коллежский советник.
С 30 августа 1860 года — действительный статский советник. С 1862 года — совестный судья в Москве. В 1863 году вошёл в состав Московской городской общей думы как гласный сословия потомственных дворян. Был членом попечительского совета заведений Общего призрения, попечителем уездных богоугодных заведений в четырёх городах Московской губернии. С 6 мая 1866 года был почётным мировым судьёй 2-го округа Москвы; 17 мая того же года избран председателем Московского столичного мирового съезда, а 2 октября был назначен членом Московской судебной палаты.
Был награждён орденами: Св. Анны 2-й ст. с императорской короной (1862), Св. Владимира 3-й ст. (1865), Св. Станислава 1-й ст. (1869).
Умер 9 (21) января 1873 года.

## Семья
Был дважды женат. Первая жена, Мария Михайловна, умерла 5 мая 1830 года в 21-летнем возрасте.
Вторая жена, Софья Богдановна (07.11.1818—?), дочь Богдана Карловича Мильгаузена. Их дети: Дмитрий, Елизавета Надежда, Сергей, Антонина, Юлия, Тимофей. Старший сын Дмитрий (25.12.1834—?) в 1856 году окончил юридический факультет Московского университета со званием действительного студента. Род Игнатьевых был внесен в III часть дворянской родословной книги Московской губернии в 1837 году.
У Игнатьевых в Москве было три дома. На месте доходного дома Игнатьевых, где жил А. П. Федченко, в 1875 году был построен доходный дом Титовых (Газетный переулок, 3)